# Carcharodon
Genre
Synonymes
- Charcharodon Gibbes, 1846[1]

Statut CITES
Carcharodon est un genre de requins de la famille des Lamnidae.

## Liste des espèces
Selon le World Register of Marine Species (20 novembre 2021), ce genre ne contient qu'une seule espèce actuelle : 
- Carcharodon carcharias (Linnaeus, 1758) -- Grand requin blanc

Les paléontologues lui adjoignent cependant plusieurs espèces fossiles :

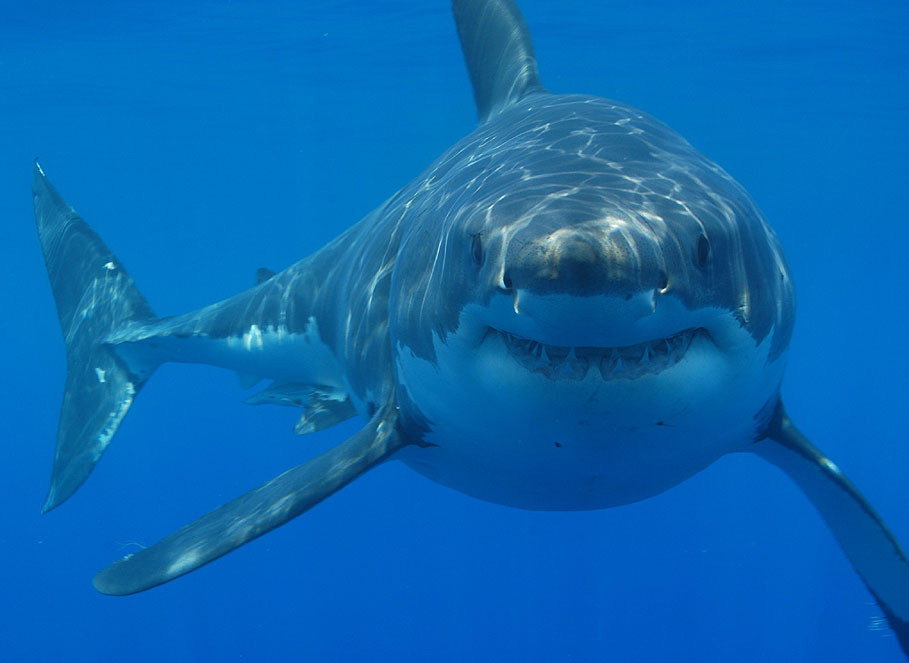
Carcharodon acutidens
- Carcharodon arnoldi
- Carcharodon auriculatus
- Carcharodon branneri
- Carcharodon carcharias
- Carcharodon contortidens
- Carcharodon debrayi
- Carcharodon disauris
- Carcharodon escheri
- Carcharodon hastalis
- Carcharodon heterodon
- Carcharodon hubbelli
- Carcharodon humilis
- Carcharodon lanceolatus
- Carcharodon lanciformis
- Carcharodon leptodon
- Carcharodon leviathan
- Carcharodon megalotis
- Carcharodon morricei
- Carcharodon mortoni
- Carcharodon nodai
- Carcharodon orientalis
- Carcharodon purplei
- Carcharodon semiserratus
- Carcharodon subauriculatus
- Carcharodon subserratus
- Carcharodon tembloris
- Carcharodon toliapicus
- Carcharodon turgidus

- Carcharodon carcharias

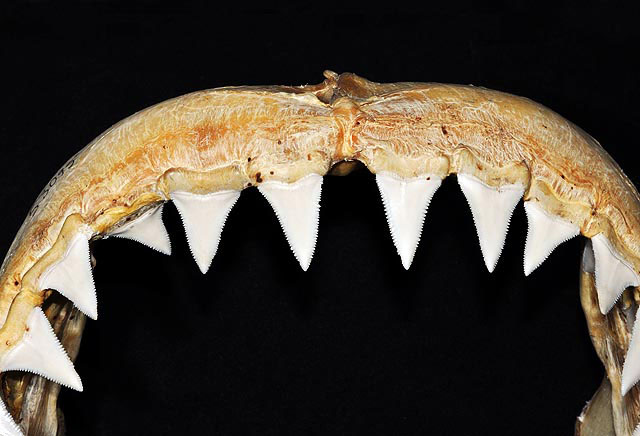
Dents de Carcharodon carcharias
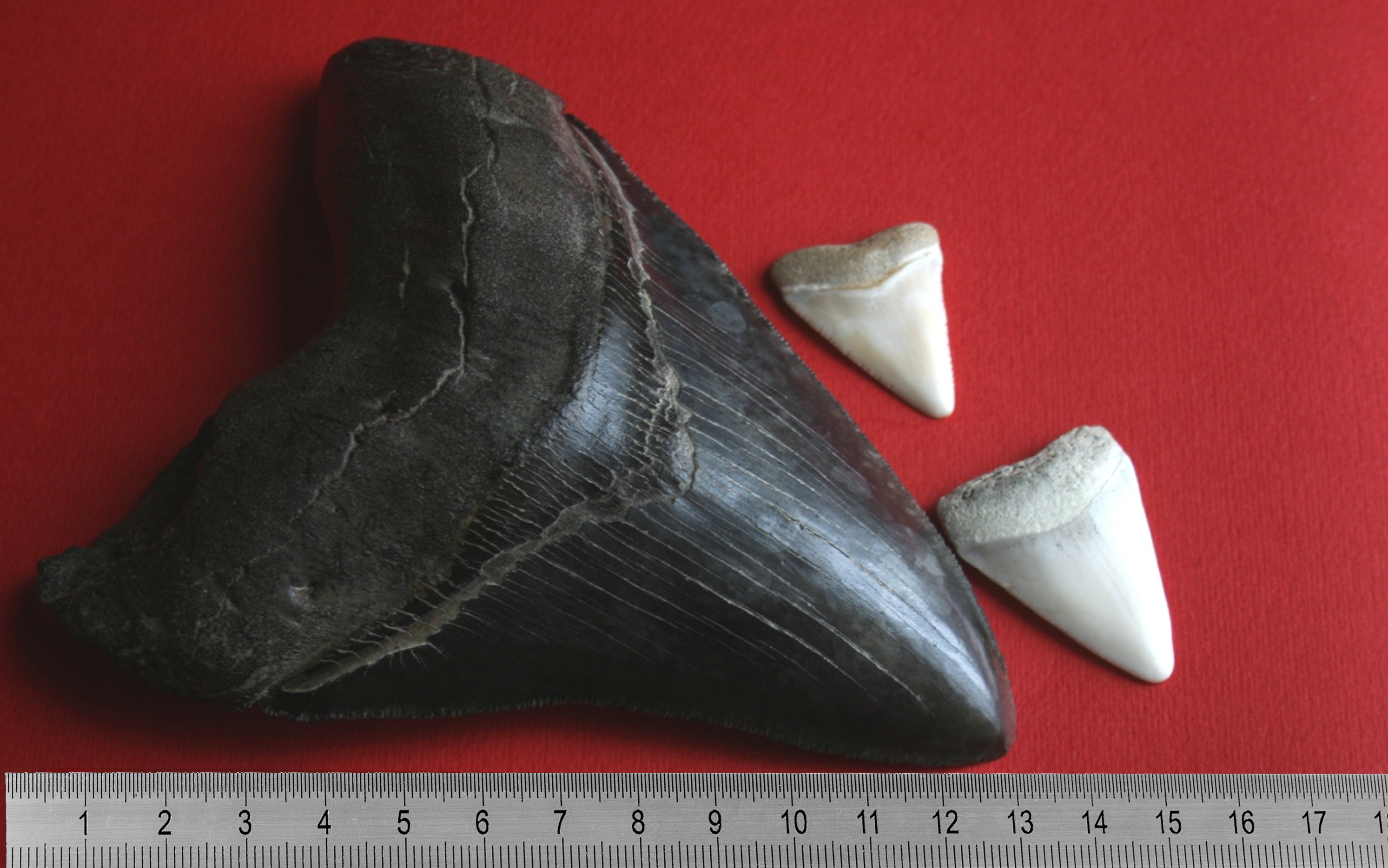
Dents de Carcharodon carcharias comparée à dent de mégalodon

## Étymologie
Le nom de ce genre vient du grec καρχαρίας = aiguisé et ὀδούς = dent.